# Mostki (powiat staszowski)
Mostki – wieś sołecka w Polsce położona w województwie świętokrzyskim, w powiecie staszowskim, w gminie Staszów.
W latach 1954–1972 wieś należała i była siedzibą władz gromady Mostki. W latach 1975–1998 miejscowość należała administracyjnie do województwa tarnobrzeskiego.

## Dawne części wsi – obiekty fizjograficzne
W latach 70. XX wieku przyporządkowano i opracowano spis lokalnych części integralnych dla Mostek zawarty w tabeli 1.

| Nazwa wsi – miasta | Nazwy części wsi – miasta      | Nazwy obiektów fizjograficznych – charakter obiektu |
| ------------------ | ------------------------------ | --- |
| I. Gromada MOSTKI  |                                | |
| 1. Mostki          | 1. Nowe Mostki 2. Stare Mostki | 1. Kamionki — pole 2. Kopanina — pole 3. Łysa Góra — pole, nieużytki 4. Nowe Mostki — pole 5. Papiernia — pole 6. Poręby — pole 7. Stare Mostki — pole |